# Nogales (Chile)
Nogales ist eine Stadt und Gemeinde in der Provinz Quillota in der Región de Valparaíso in Chile. Bei der Volkszählung im Jahr 2017 hatte sie 22.120 Einwohner. Die Gemeinde erstreckt sich über eine Fläche von 405,2 km².

## Geschichte
Die Gemeinde Nogales entstand als geografischer Name am 2. November 1878. Dieser Name wurde von der Hacienda Los Nogales übernommen, die aufgrund des damit einhergehenden großen Handels- und Bergbaubooms zu einem raschen Bevölkerungswachstum führte. Im Jahr 1876 wurden neben dem bereits ausgebeuteten Kalkstein weitere Kupferminen entdeckt.

## Bevölkerung
Laut der Volkszählung des Nationalen Statistikinstituts von 2002 hatte Nogales 21.633 Einwohner (10.786 Männer und 10.847 Frauen). Davon lebten 18.698 (86,4 %) in städtischen Gebieten und 2935 (13,6 %) in ländlichen Gebieten. Die Bevölkerung wuchs zwischen den Volkszählungen 1992 und 2002 um 15,9 % (2964 Personen). Im Jahr 2017 zählte man 22.120 Personen.

## Persönlichkeiten
- Gerson Martínez (* 1989), Fußballspieler
- Rubén Farfán (* 1991), Fußballspieler